# حمد حارب
حمد حارب ، لاعب كرة قدم عماني سابق. لعب مع منتخب عمان لكرة القدم.

## كأس الخليج 1976
سجل هدف في مرمى منتخب قطر لكرة القدم.